# Inguar III de Kiev
Inguar III ou Igor III de Kiev, também conhecido como Inguar Filho de Jaroslau (em ucraniano: Інгвар Ярославич; romaniz.: Ingvar Yaroslavich; antes de 1166 - após 1212) foi príncipe de Dorogobuzo e príncipe de Luceória e então grão-príncipe de Quieve de 1202 até 1203 e brevemente em 1212.

## Vida
Inguar era filho do grão-príncipe Jaroslau II e pai de Iziaslau, Jaroslau, Vladimir e Gremislava Em sucessão de seu pai, tornar-se-ia príncipe de Luceória e Dorogobuzo. Em 1180, apoiou o grão-príncipe Rurique II contra o príncipe Esvetoslau III. No outono de 1201, Rurique foi expulso de Quieve por Romano I e Usevolodo III, respectivamente o primo e irmão de Inguar, que nomearam o último à posição de grão-príncipe. Segundo Martin Dimnik, apesar não pertencer à linha principal e seus parentes próximos terem mais direito ao trono do que ele, sua nomeação deve ter sido medida paliativa, pois Romano, o príncipe com a melhor posição, não pretendia usurpar o trono para si. Seu reinado, porém, foi muito breve, pois em 2 de janeiro de 1203, Rurique capturou e saqueou Quieve com ajuda dos cumanos. Os eventos que se seguem são pouco precisos, inclusive o que teria ocorrido com Inguar, que pode ter sido capturado ou conseguiu escapar em direção a Luceória.
Em 1204, Rurique foi novamente retirado de Quieve e Romano nomeou Inguar como seu tenente ou reinstalou-o em sua posição em Quieve. Em 1211, Inguar enviou um de seu filhos com milícias de Luceória, Dorogobuzo e Chumsco ao Reino da Galícia-Volínia para ajudar Daniel, filho de Romano, a reclamar o trono, pois havia sido expulso da região desde a morte do pai em 1205. Em junho de 1212, Inguar ajudou o grão-príncipe Mistislau III na luta para restaurar Daniel e seu irmão Basílio, bem como na coalizão nobre que retirou o grão-príncipe Usevolodo IV de Quieve. Inguar foi nomeado grão-príncipe antes de Mistislau e seus aliados seguirem Usevolodo até Czernicóvia. A escolha se deu, ao que parece, por ser o mais sênior entre os presentes e porque seu pai já havia sido governante da cidade, porém tão logo Usevolodo morre em agosto, Inguar foi removido e obrigado a voltar para Luceória e Mistislau foi colocado no trono.